# الحكمة (مجلة)
الحكمة هي مجلة فلسطينية دينية مسيحية شهرية كانت تصدر في القدس بين السنوات 1927-1933، وهي من إصدار دير مار مرقس الأرثوذكسي وتحرير مراد فؤاد حقي.

## تاريخها
صدر العدد الأول منها عام 1914، ولكنها توقفت بسبب الحرب العالمية الأولى ثم عاد للصدور عام 1927. وفق ما ورد في افتتاحية العدد الأول للسنة الثانية فان القائمين عليها اعتقدوا أن الحرب ستستمر ثلاثة شهور فقط ولكنها استمرت لسنين، خسرت خلالها الطائفة السريانية 80 ألفاً من أبناءها بينما خسرت المجلة محرريها سليم سامي وميخائيل حقي.
لم تصدر المجلة بعدها جراء معيقات عديد كانت تمر بها الطائفة السريانية، حتى وصل قداسة الحبر أغناطيوس الياس الثالث إلى القدس ليتفقد أحوال الطائفة ارتأى ضرورة إعادة اصدارها لتظهر إلى النور من جديد عام 1927.
اهتمت المجلة بالقضايا الدينية لكن من جانب نهضوي، حيث حثت دوماً على قضايا التعليم، مبرزة أهمية العلوم ودراستها، كما نشرت دوماً مقالات لفلاسفة سريان كيحيى بن عديّ وأفرام السرياني وغيرهم.
توقفت المجلة عن الصدور عام 1933 – حسب بحث يعقوب يهشوع  - حيث ظهر بدلاً منها مجلة الأخبار "البطريكية السريانية."